# Kantemirovskij rajon
Il Kantemirovkskij rajon in russo Кантемировский район? è un rajon dell'Oblast' di Voronež, in Russia; il capoluogo è Kantemirovka.

## Geografia fisica
Kantemirovskij è un distretto che si trova all'estremo sud della regione di Voronež. Confina con l'oblast' di Rostov in Russia e l'oblast' di Luhans'k in Ucraina. La sua area è di 2.348 km² ed il fiume principale che lo attraversa è il Bogučar. La popolazione è di circa 40.000 persone e nelle aree urbane vivono circa 12 000 abitanti.

## Economia
Il distretto è dedito prevalentemente all'agricoltura, con 19 aziende agricole, 4 aziende dell'indotto e 118 contadini. Il 57,5% delle aziende agricole è specializzata nella coltivazione di frumento autunnale, di girasoli e di barbabietole da zucchero, mentre fiorente è anche l'allevamento di bestiame (bovini e suini) e la produzione di latte.
L'industria manifatturiera del distretto si concentra prevalentemente nei macchinari per l'allevamento degli animali e per la produzione di oli vegetali grezzi. Altre produzioni sono rivolte al comparto alimentare: pasta, miele, e semi di girasole tostati.